# Caliphyllidae
Famille
Synonymes
- Polybranchidae [2]

Caliphyllidae est une famille de limaces de mer dans l'ordre des Sacoglossa.

## Taxonomie
Pour le World Register of Marine Species cette famille n'est pas valide et lui préfère Hermaeidae. 

## Liste des genres
Selon World Register of Marine Species (25 février 2015) :
- genre Caliphylla A. Costa, 1867 -- 1 espèce
- genre Cyerce Bergh, 1870 -- 12 espèces
- genre Mourgona Er. Marcus & Ev. Marcus, 1970 -- 3 espèces
- genre Polybranchia Pease, 1860 -- 8 espèces
- genre Sohgenia Hamatani, 1991 -- 1 espèce

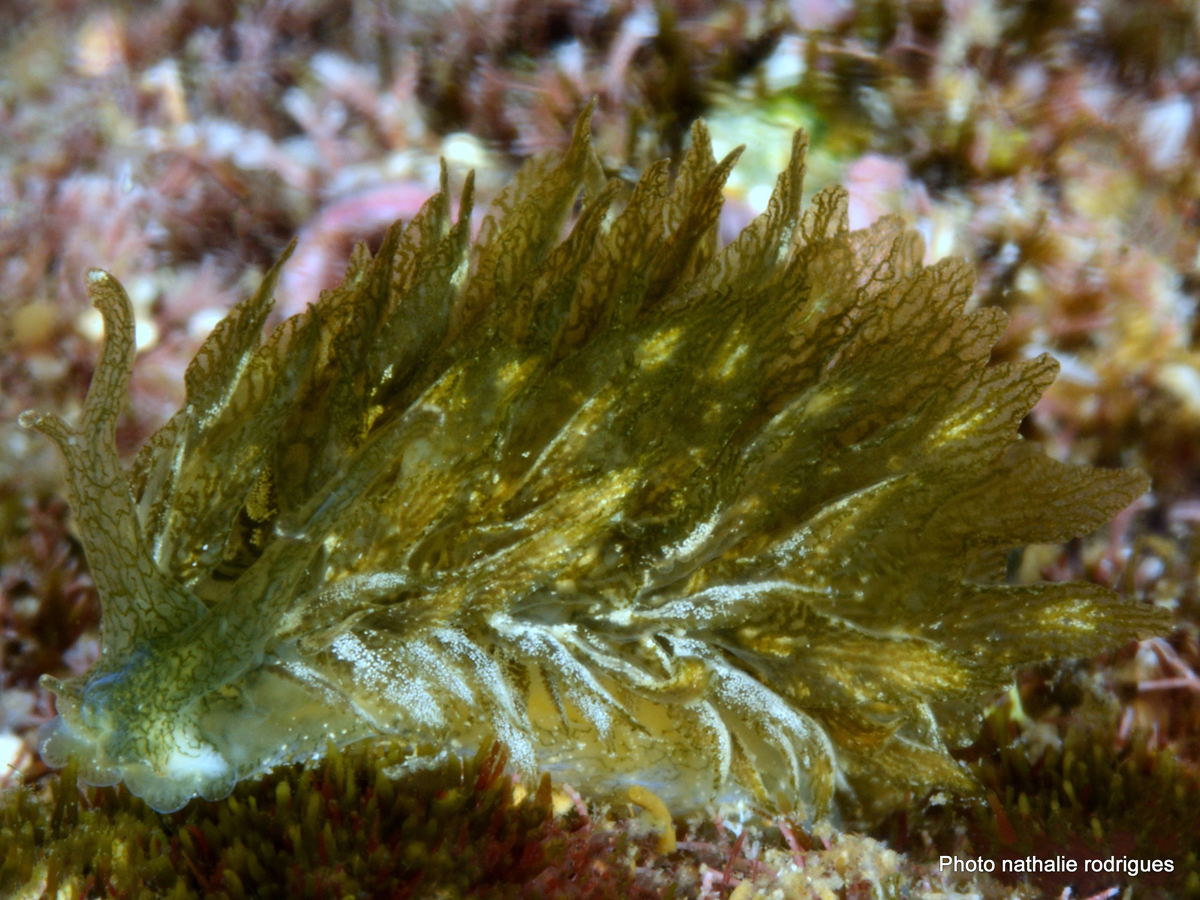
Caliphylla sp.
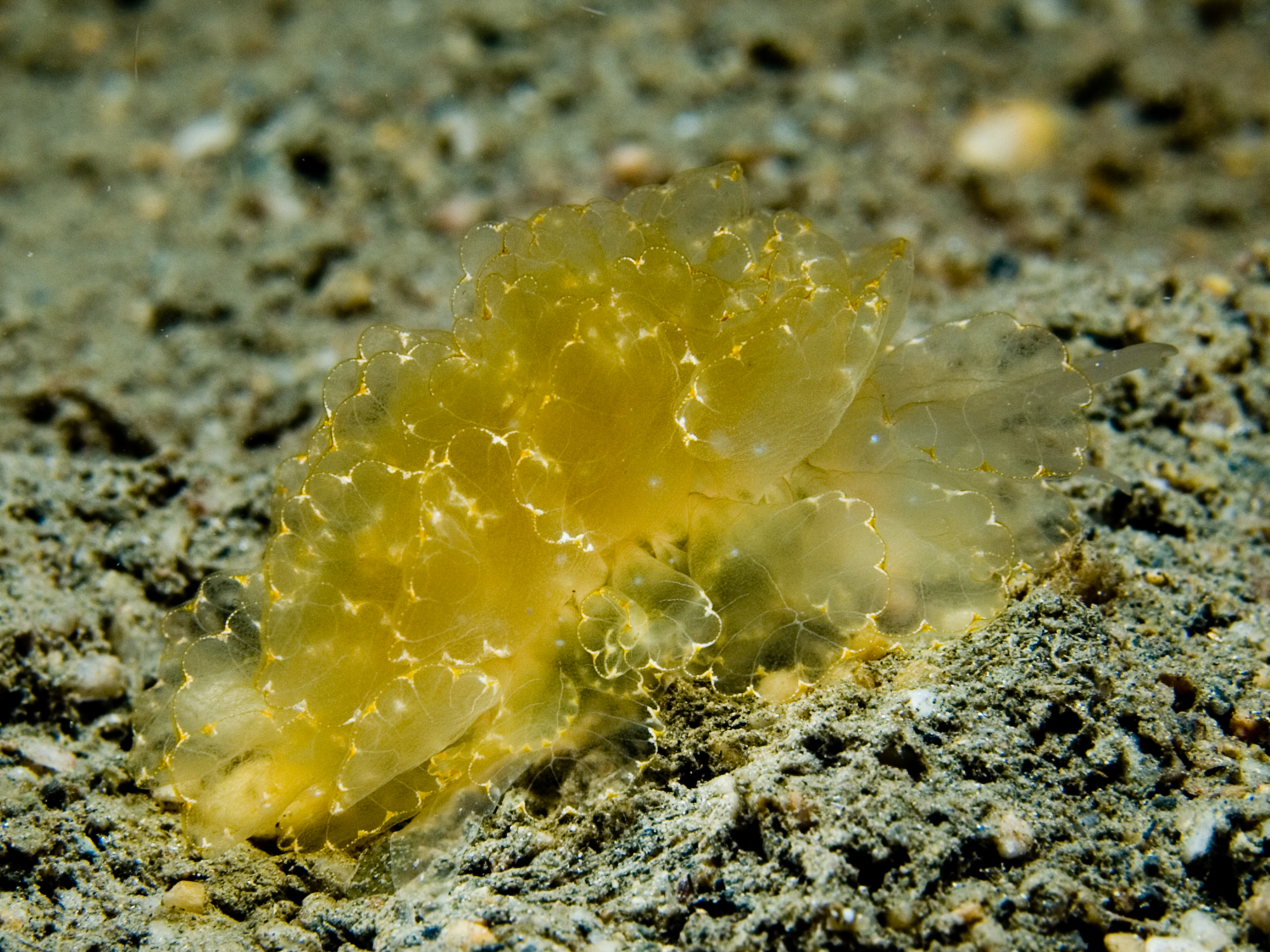
Cyerce elegans
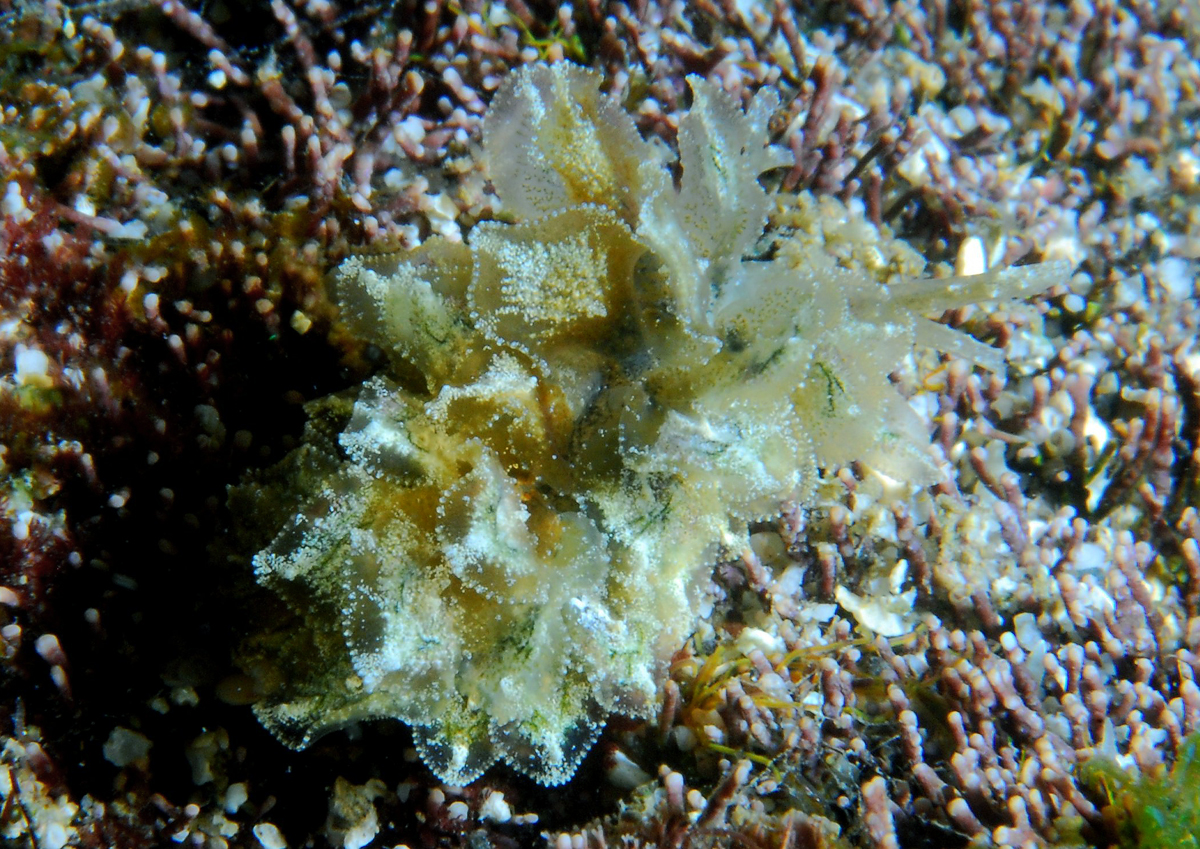
Polybranchia samanthae